# デモリシャス
デモリシャス (Demolicious)は、アメリカのロックバンド、グリーン・デイのコンピレーション・アルバム。
2012年に発売された『ウノ!』『ドス!』『トレ!』の3部作のデモと未発表曲「ステイト・オブ・ショック」を合わせた18曲が収録されている。
音源はすべてデモバージョンである。

## 収録曲
1. ナインティナイン・レヴォリューションズ  - "99 Revolutions" - 4:06
2. エンジェル・ブルー - "Angel Blue" - 2:55
3. カーペ・ディエム - "Carpe Diem" - 3:39
4. ステイト・オブ・ショック - "State of Shock" - 2:28
5. レット・ユアセルフ・ゴー - "Let Yourself Go" - 3:00
6. セックス、ドラッグス & ヴァイオレンス - "Sex, Drugs & Violenc" - 3:25
7. アシュレイ - "Ashley" - 2:47
8. フェル・フォー・ユー - "Fell for You" - 3:12
9. ステイ・ザ・ナイト - "Stay the Night" - 4:40
10. ニュークリア・ファミリー - "Nuclear Family" - 3:03
11. ストレイ・ハート - "Stray Heart" - 3:50
12. ラスティ・ジェイムス - "Rusty James" - 4:15
13. リトル・ボーイ・ネームド・トレイン - "A Little Boy Named Train" - 3:57
14. ベイビー・アイズ - "Baby Eyes" - 2:15
15. メイクアウト・パーティー - "Makeout Party" - 3:12
16. オー・ラブ - "Oh Love" - 5:13
17. ミッシング・ユー - "Missing You" - 3:41
18. ステイ・ザ・ナイト(アコースティック) - "Stay the Night"(acoustic) - 3:09

## その他
マイク・ダーントが自身のインスタグラムにて、「もしまだロックアウトレコードにいたら、こんな感じでウノ!、ドス!、トレ!を出すことになったと思うよ」と述べている。